# Temps real
Execució en  temps real  vol dir fer una cosa mentre està passant, en el mateix moment. Un enregistrament taquigràfic, una gravació de veu o una retransmissió en directe es fan en temps real.
Un sistema en  temps real  (STR) és aquell sistema digital que interacciona activament amb un entorn amb dinàmica coneguda en relació amb les seves entrades, sortides i restriccions temporals, per donar-li un correcte funcionament d'acord amb els conceptes de predictibilitat, estabilitat, controlabilitat i assolibles.
Els sistemes en temps real són presents en la nostra vida diària, pràcticament en tot el que ens envolta, en els avions, trens i automòbils, en el televisor, la rentadora o el forn de microones, en els telèfons mòbils i en les centrals telefòniques digitals. Són un element imprescindible per garantir la generació, transmissió i distribució de l'energia elèctrica i per assegurar la qualitat i la seguretat d'incomptables processos industrials.
La principal característica que distingeix els STR d'altres tipus de sistemes és el temps d'interacció. No obstant això, abans de continuar cal aclarir el significat de les paraules "temps" i "real".
La paraula "temps" significa que el correcte funcionament d'un sistema depèn no només del resultat lògic que retorna l'ordinador, també depèn del temps en què es produeix aquest resultat.
La paraula "real" vol dir que la reacció d'un sistema a esdeveniments externs ha de passar durant la seva evolució. Com una conseqüència, el temps del sistema (temps intern) ha de ser mesurat usant la mateixa escala amb què es mesura el temps de l'ambient controlat (temps extern).
Un STR té tres condicions bàsiques:
- Interacciona amb el món real (procés físic),
- Emet respostes correctes i
- Compleix restriccions temporals.

En contrast amb la definició de STR, un sistema ràpid produeix la seva sortida sense considerar les restriccions de temps de l'ambient amb què interacciona, per a aquesta classe de sistemes no és important el temps en el qual les dades arriben al sistema digital sinó només el temps en què la sortida és produïda, en altres paraules únicament interessa la rapidesa de donar la resposta dins de l'interval de temps la mesura, entre més petita és millor, sense importar el cost de generar aquesta resposta.

## El temps real a la natura
El concepte de STR no queda restringit als sistemes digitals o de còmput, ja que pot estendre's al món viu: humans, animals i plantes, com a exemple, considerant una llavor fèrtil, la qual arriba al sòl d'alguna manera (ja sigui per acció del vent, mitjançant el rebuig d'algun animal al final del seu digestió, etc.). Es pot assegurar que el procés de germinació de la llavor és un sistema de temps real en l'ambient i en les circumstàncies en les quals es desenvolupa, ja que a estímuls de l'ambient (humitat apropiada constant, temperatura adequada constant, llum necessària, etc.) el sistema (la llavor) respon dins de les seves restriccions de temps específiques. Si la llavor fos només un sistema ràpid (i no de Temps Real), tan aviat com aquesta toqués la terra començaria el seu procés de germinació, sense importar l'escassetat de nutrients del sòl o aigua o estació de l'any, de manera que el comportament de la llavor no correspondria al que està succeint en l'ambient, és a dir, que l'interval de temps en què la resposta del sistema (llavor) es produeix no seria molt important, però en la realitat ocasionaria que morís ràpidament per la falta de la seva adaptabilitat, en tractar de consumir nutrients més del que els pot assimilar o que es troben disponibles per a ser absorbits per l'arrel de la planta.